# Nokia Networks
Nokia Networks er en finsk multinational telekommunikationsvirksomhed indenfor datanetværk og telekommunikationsudstyr. Virksomheden har hovedkvarter i Espoo, Finland og er ejet af Nokia Corporation. Nokia Networks har afdelinger i 120 lande.

## Historie
Virksomheden blev etableret som Nokia Siemens Networks i 2007, som et joint venture mellem Nokias netværksdivision og Siemens Communications. I 2013 opkøbte Nokia alle aktier i selskabet.